# Amphiesma optatum
Amphiesma optatum este o specie de șerpi din genul Amphiesma, familia Colubridae, descrisă de Yun-Jin Hu și Zhao 1966. Conform Catalogue of Life specia Amphiesma optatum nu are subspecii cunoscute.